# Johannes Janssen (Historiker)

Johannes Janssen

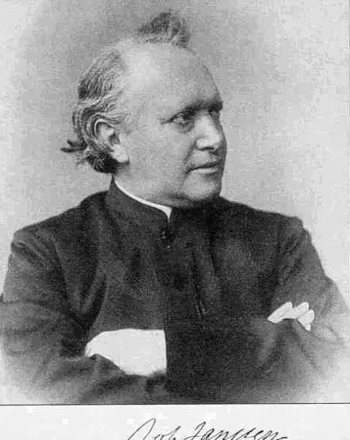
Johannes Janssen, Altersbild

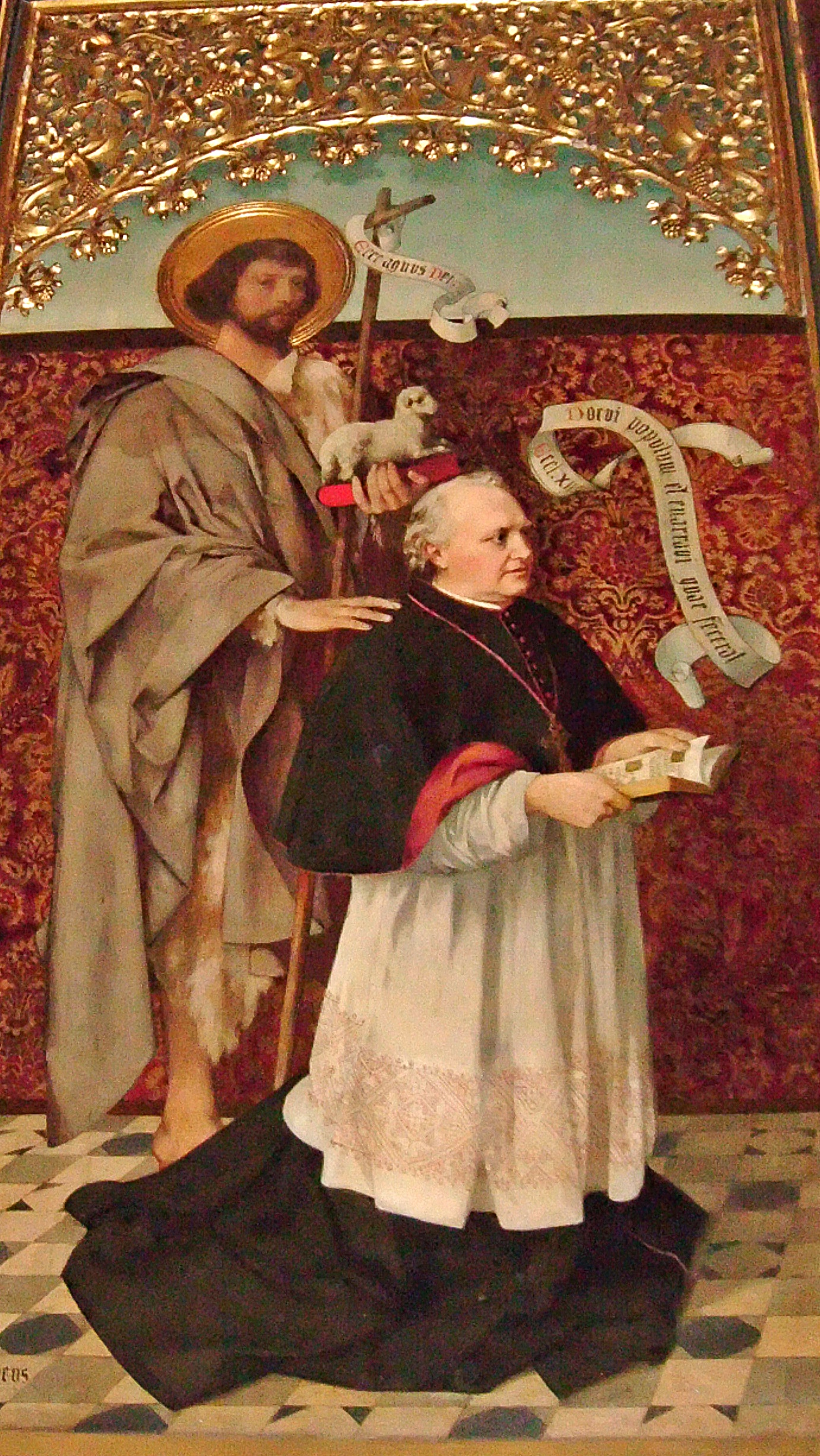
Johannes Janssen auf einem Altarbild von Heinrich Nüttgens, Frankfurt, Kaiserdom St. Bartholomäus

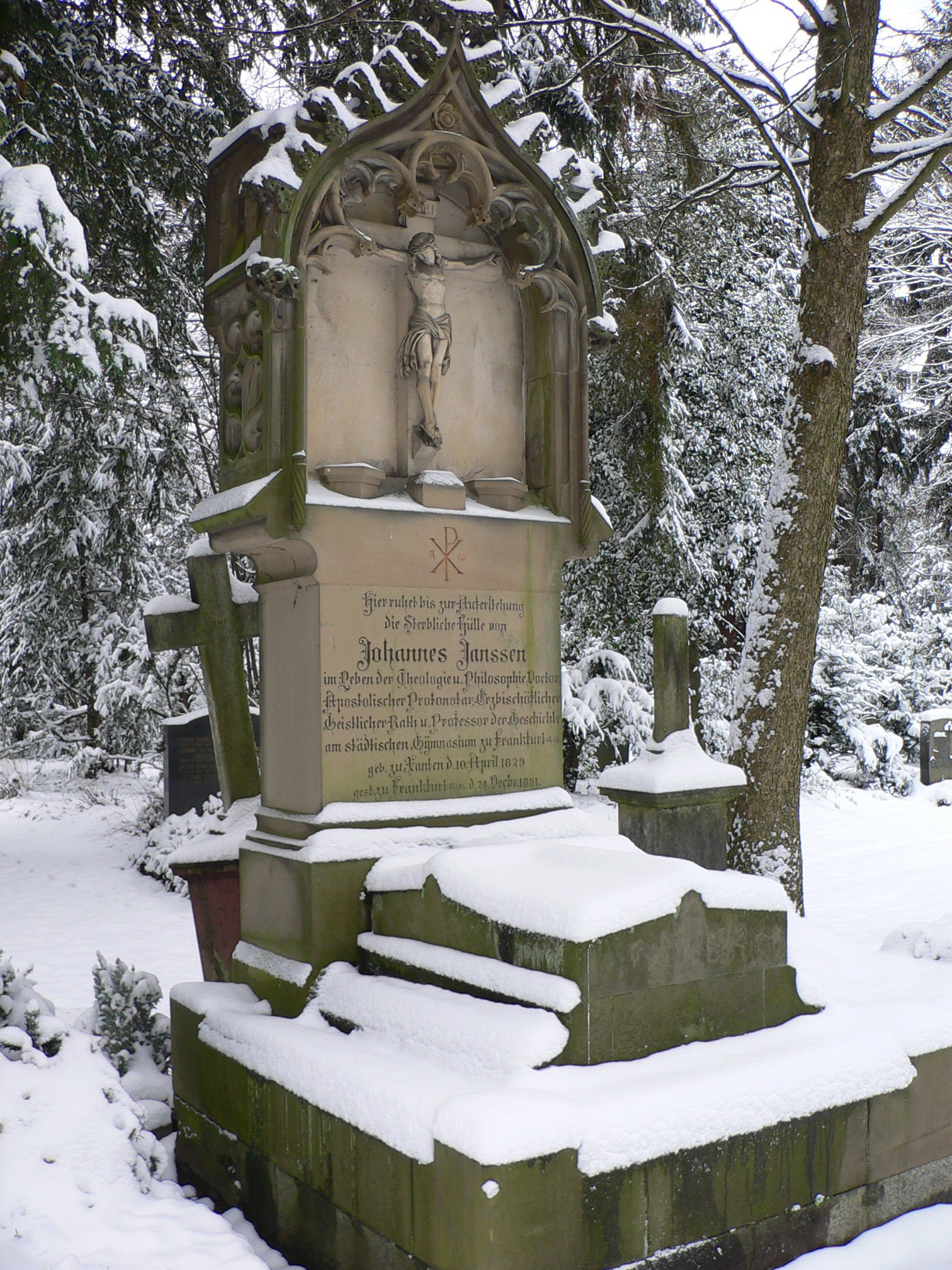
Grab auf dem Frankfurter Hauptfriedhof

Johannes Janssen (* 10. April 1829 in Xanten; † 24. Dezember 1891 in Frankfurt am Main) war ein deutscher katholischer Priester und Historiker. 

## Leben
Johannes Janssen begann mit vierzehn Jahren auf Wunsch seines Vaters eine Lehre als Kupferschmied, durfte jedoch später weiter die Schule besuchen und ging auf die Rektoratsschule in Xanten. Von 1846 bis 1849 besuchte er das Gymnasium Petrinum in Recklinghausen, das er mit dem Abitur abschloss. In seinen Briefen nach Hause erwies er sich als interessierter Beobachter der bewegten Revolutionszeit 1848/49 in der ehemals kurkölnischen Stadt. Anschließend studierte er Theologie in Münster und in Löwen. 1851 entschloss er sich, zur Geschichtswissenschaft zu wechseln. Er studierte in Bonn, wo er 1853 mit einer Arbeit über den Abt Wibald von Stablo und Corvey promoviert wurde. 1854 habilitierte er sich in Münster.
Aufgrund seiner Freundschaft mit dem Frankfurter Historiker Johann Friedrich Böhmer entschied er sich, einem Ruf als Professor für Geschichte an das Städtische Gymnasium in Frankfurt am Main zu folgen. 1860 wurde er zum Priester geweiht. Nach dem Tode Böhmers nahm Janssen Urlaub für einen längeren Studienaufenthalt in Rom. Ein Angebot, in den diplomatischen Dienst der Römischen Kurie zu treten, schlug er allerdings aus. Stattdessen kehrte er nach Frankfurt in den Schuldienst zurück. 
Obwohl er in den 1860er Jahren eine preußenfreundliche Haltung entwickelt hatte, wandelte er sich unter dem Einfluss des Kulturkampfes zu einem entschiedenen Kritiker von Bismarcks Vorgehen gegen die katholische Kirche. 1875 ließ er sich für die Zentrumspartei im Wahlkreis Montjoie-Schleiden-Malmedy zum Mitglied des preußischen Abgeordnetenhauses wählen. Bereits im Herbst 1876 legte er jedoch sein Mandat nieder und zog sich wieder an das Frankfurter Gymnasium zurück. 1880 wurde er von Papst Leo XIII. zum Apostolischen Protonotar (höchsten Stufe eines Ehrenprälaten) ernannt.
Ab 1854 war Janssen Mitglied des Katholischen Lesevereins Berlin, jetzt KStV Askania-Burgundia Berlin im KV.
Am 24. Dezember 1891 starb Janssen in Frankfurt am Main. Sein Grab befindet sich auf dem Frankfurter Hauptfriedhof.

## Werk
Janssen war einer der Hauptvertreter einer so genannten ultramontanen Geschichtsschreibung und galt seinerzeit auch als bedeutendster katholischer Historiker. Er wurde stark von der frühen Geschichtsschreibung von Ignaz von Döllinger beeinflusst. Sein einflussreichstes Werk ist Die Geschichte des deutschen Volkes seit dem Ausgang des Mittelalters, von 1878 bis 1894 in acht Bänden erschienen. In diesem Werk zeigte er sich als entschiedener Gegner der lutherischen Reformation und versuchte nachzuweisen, dass die Protestanten für die gesellschaftliche, politische und konfessionelle Ruhelosigkeit in Deutschland während des 16. und des 17. Jahrhunderts verantwortlich gewesen seien. Er versuchte durch seine Verbindungen zur katholischen Zentrumspartei nicht ohne Erfolg, seine in der Geschichte des deutschen Volkes dargelegten Überzeugungen auf die Tagespolitik zu übertragen.
Seine Auffassung führte zu zahlreichen Kontroversen insbesondere seitens der Protestanten, u. a. mit August Ebrard, Max Lenz, Hermann Baumgarten, die er mit den Werken Ein Wort an meine Kritiker (1882) und Ein  zweites Wort an meine Kritiker (1883) selbst publik machte. Häufig wurde in den Debatten die wissenschaftliche Sachlichkeit durch die leidenschaftliche Erregung, die die Zeit nach dem Kulturkampf kennzeichnete, überschattet. (Dies galt für die Geschichtsschreibung beider konfessionellen Lager in gleichem Maße.) Einer der wenigen protestantischen Historiker, die sich – freilich ohne die Grundtendenz der Geschichtsauffassung Janssens zu billigen – um eine sachliche Einordnung des Werkes von Janssen bemühten, war Wilhelm Maurenbrecher. Maurenbrecher hob – im Unterschied zur üblichen Kritik von protestantischer Seite – jedoch die ausdrucksstarke, den Quellen verpflichtete Sprache und die klare Darlegung des Stoffes bei Janssen hervor. Obgleich er Janssens einseitige Sicht nicht teilt, würdigte er dessen Bemühungen um die Darstellung der negativen Folgen der Reformation, welche zu seiner Zeit protestantische Kirchenhistoriker, Historiker und Theologen zu übersehen pflegten.
Trotz mancher einseitigen Tendenzen in seinen Arbeiten ist die Bedeutung von Janssens Werk nicht in Abrede gestellt worden. Die zahlreichen Auflagen, die selbst Leopold von Ranke nicht erreichte, bestätigen das eindrucksvoll. Sein Einfluss muss als langanhaltend gelten. Friedrich Nietzsches negative Einschätzung der Reformation und Martin Luthers – im Gegensatz zur protestantischen Erzählung des 19. Jahrhunderts vom großen Reformator und Freiheitsverkünder – geht teilweise auf seine Lektüre von Janssens Geschichte des deutschen Volkes seit dem Ausgang des Mittelalters zurück. Er ist bis in die 1920er Jahre spürbar, obwohl sich eine Abnahme der konfessionellen Spannungen bereits während des Ersten Weltkrieges abzeichnet. Wichtige katholische Vertreter eines neuen Lutherbildes im 20. Jahrhundert sind Adolf Herte, Joseph Lortz, Hubert Jedin, Erwin Iserloh, Peter Manns und Otto Hermann Pesch. Dieses wird von protestantischer Seite auch anerkannt wie z. B. Gottfried Maron.
Janssen hat in der deutschen Historiographie einen besonderen Stellenwert, weil er – vor Karl Lamprecht – der Erste ist, der eine Art Sozialgeschichte verfasste. Ihm ging es um die Darstellung der negativen Folgen der Reformation. Dabei verstieg er sich zu der These, dass die Reformation eine „Blüte des Spätmittelalters“ zunichtemachte. Janssen stützte sich dabei auf die Kunstgeschichte, wo in dieser Zeit wirklich eine Blütezeit zu sehen war. Allerdings übersah er die Reformbedürftigkeit der Kirche und der spätmittelalterlichen Gesellschaft. Er hob bewusst Schwächen der Reformation hervor und vermied es, Leistungen und moderne Errungenschaften der Epoche – insbesondere auch bei den Protestanten – hervorzuheben.
Einer der später bedeutendsten Vertreter dieser Geschichtsauffassung war Ludwig von Pastor. Mit diesem pflegte Janssen auch engen Kontakt. Weitere wichtige Vertreter waren Hartmann Grisar und Heinrich Denifle.
Der für die indische Kirchengeschichte bedeutsame Erzbischof und Missionar Alois Benziger (1864–1942) war als junger Mann, in Frankfurt, ein Privatschüler von Johannes Janssen.

## Gedenken
In Recklinghausen erinnern die „Johannes-Janssen-Straße“ und eine Gedenktafel an Janssens Wohnort als Schüler.

## Janssens Hauptwerke
- Frankfurts Reichskorrespondenz nebst andern verwandten Aktenstücken von 1376–1519
  - Band 1: Aus der Zeit König Wenzels bis zum Tode König Albrechts II. 1376–1439. Herder, Freiburg i.Br. 1863 UB Heidelberg
  - Band 2,1: Aus der Zeit Kaiser Friedrichs III. bis zur Wahl König Maximilians I. 1440–1486. Herder, Freiburg i.Br. 1866 UB Heidelberg
  - Band 2,2: Aus der Zeit Kaiser Maximilians I. 1486–1519. Herder, Freiburg i.Br. 1872 UB Heidelberg
- Joh. Friedrich Böhmer’s Leben, Briefe und kleinere Schriften. Herder, Freiburg 1868.
- Joh. Friedrich Böhmer’s Leben und Anschauungen. Bearbeitet nach des Verfassers größerem Werk: „Joh. Friedrich Böhmer’s Leben, Briefe und kleinere Schriften“. Herder, Freiburg 1869.
- Die Geschichte des deutschen Volkes seit dem Ausgang des Mittelalters (8 Bde., Herder, Freiburg, 1878–1894), die zahlreiche Ausgaben erlebt hat, ist durch Ludwig Pastor ergänzt und verbessert worden. Der größere Teil von ihm wurde auch übersetzt ins Englische von M. A. Mitchell und von A. M fortgesetzt. Christie London, 1896 ff.
- Schiller als Historiker. Herder, Freiburg, 2. neubearb. Aufl. 1879.
- Frankreichs Rheingelüste und deutsch-feindliche Politik in früheren Jahrhunderten. Herder, Freiburg, 2. Aufl. 1883.